# Réti palástfű
A réti palástfű (Alchemilla xanthochlora) a kétszikűek (Magnoliopsida) osztályába, az Alchemilla nemzetségébe, ezen belül a rózsafélék családjába tartozó faj.  
Magyarországon védett. A Vörös könyvben szerepel, a potenciálisan veszélyeztetett száras növényfajok között. Védettségéből kifolyólag nem gyűjthető, drogját importáljuk.
A növény botanikai nevét (Alchemilla) az alkimistáknak köszönheti. A levél szélén található gázcsere nyílások vizenyős cseppeket termelnek, melyek a levél közepén gyűlnek össze. Ez felkeltette az alkimisták érdeklődését, akik az arany előállítási kísérleteikhez használták fel.

## Megjelenése
Magassága 20-50 cm. Apró virágai füzérszerűek, zöldessárga színűek, május-szeptember között nyílnak. 7-11 karéjú, tenyérformájú levelei, tőlevélrózsában rendeződnek, a szélükön finoman fogazottak, fonákjukon szőrösek. Hermafrodita növény, önmegtermékenyítéssel szaporodik. Magjai augusztus és október között érnek.

## Előfordulása
Legelőkön, réteken, erdőszéleken, cserjésekben, nyirkos talajon nő, de legjobban az agyagos talajban fejlődik. Nőhet félárnyékos helyeken, de az állandó árnyékot nem kedveli. Megtalálható Európában, Ázsia egyes részein és Észak-Amerikában. Magyarországon a Nyugat-Dunántúli láprétek magaskórós 
társulásaiban elvétve előfordul.

## Hatóanyagai
6-8% cserzőanyag, kb. 2% flavonid, dimer ellagitannin agrimoniin és laevigatin, pedunculagin.

## Gyógyhatásai
A népi gyógyászatban a méh, szülés előtti és utáni erősítésére, menstruációs zavarokra, valamint a változás korának panaszaira alkalmazták. Mint sebgyógyítót is nagy becsben tartották. Antioxidáns, antimutagén.

## Képgaléria

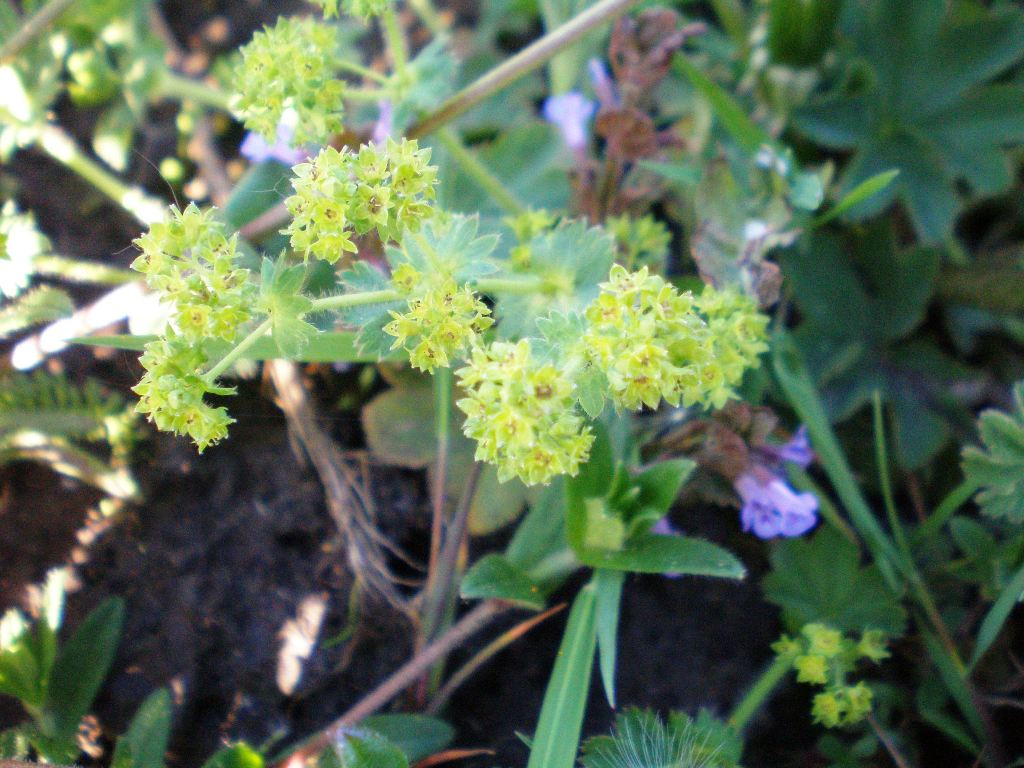
Fejlődő növény
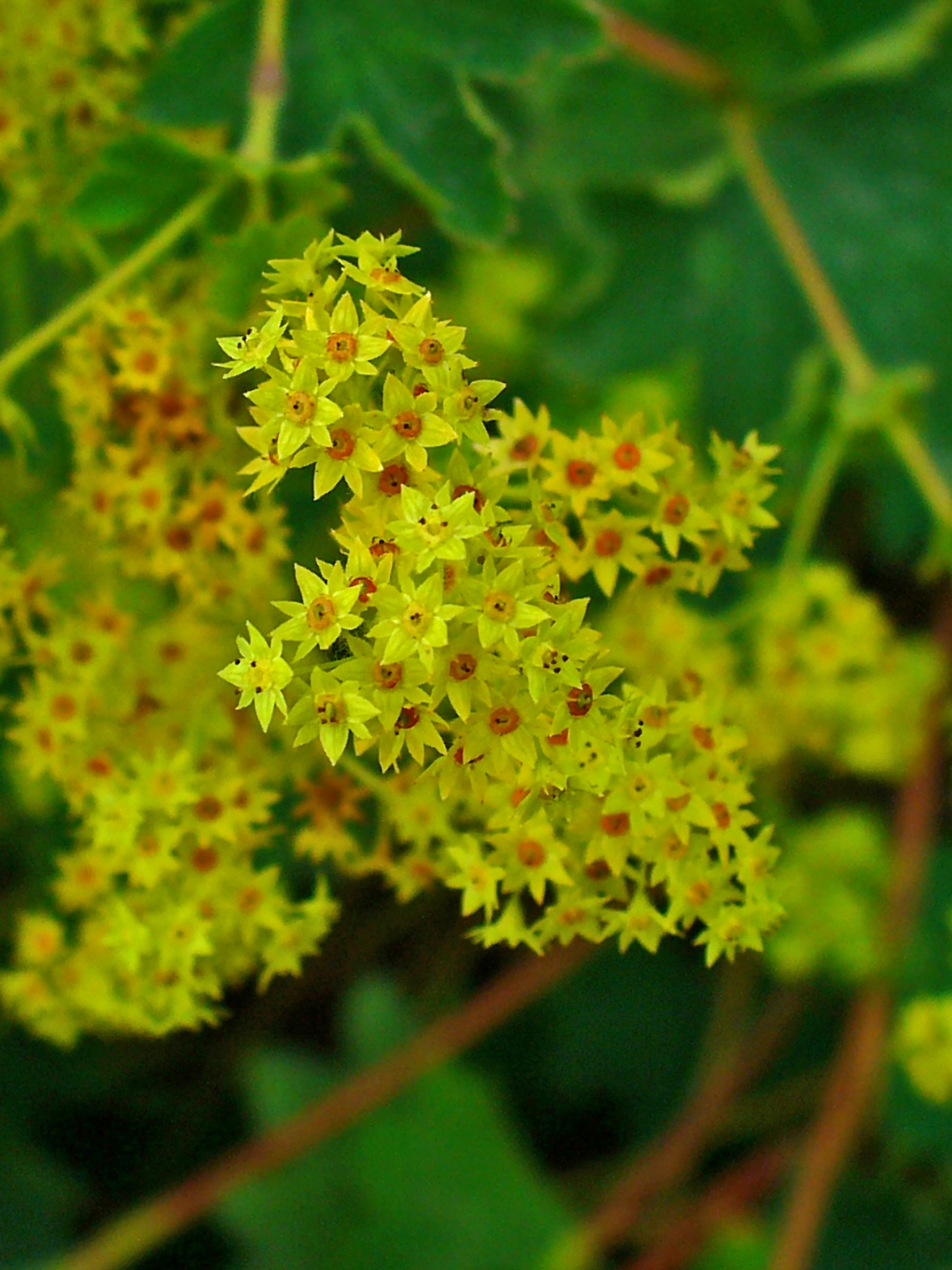
Virágai
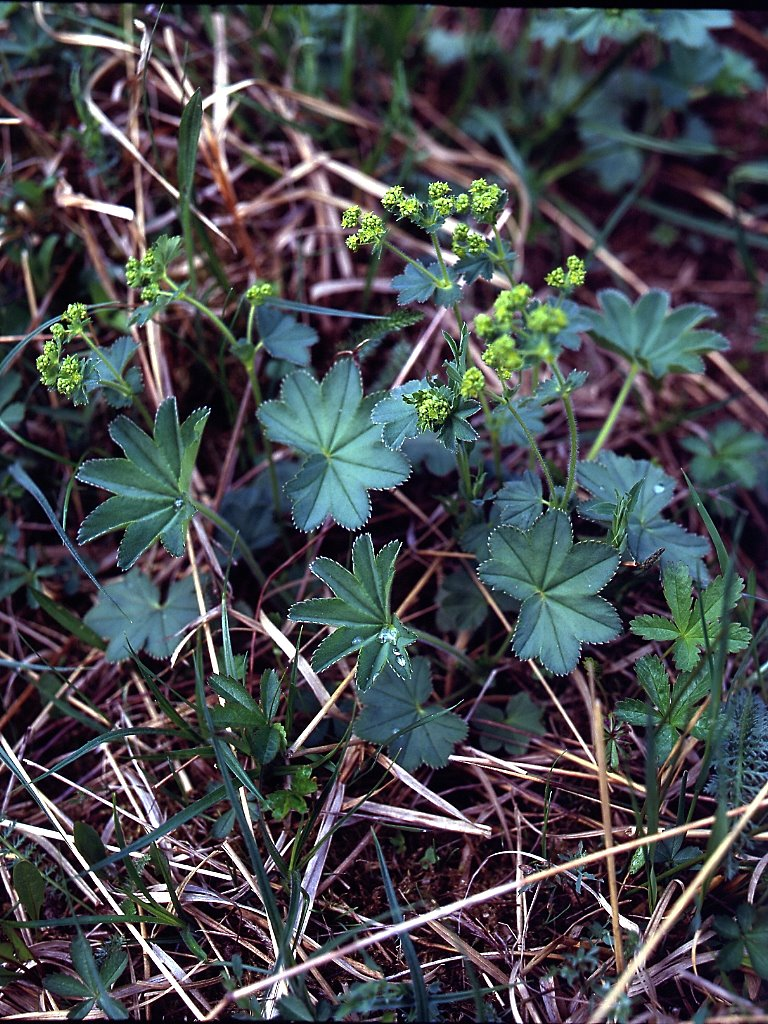
Levelei